# Drew, Mississippi
Drew là một thành phố thuộc quận Sunflower, tiểu bang Mississippi, Hoa Kỳ. Năm 2010, dân số của thành phố này là 1 927 người.

## Dân số
- Dân số năm 2000: 2 434 người.
- Dân số năm 2010: 1 927 người.